# شيرلي كوثران
شيرلي كوثران باريت (بالإنجليزية: Shirley Cothran) (ولدت في 18 سبتمبر 1952 في مقاطعة دينتون بولاية تكساس ) هي حاملة لقب مسابقة ملكة جمال أمريكية من تكساس. تزوجت كوثران من ريتشارد باريت عام 1976 وأنجبت أربعة أطفال: ديفيد، وجوليا، وجون، ومارك.

## النشاة والتعليم
تخرجت شيرلي من مدرسة دنتون الثانوية عام 1970 وكانت ثاني ملكة جمال أمريكا من تلك المدرسة الثانوية حيث توجت فيليس جورج ملكة جمال أمريكا قبلها عام 1971. التحقت لاحقا بجامعة ولاية تكساس الشمالية وحصلت على درجة البكالوريوس في العلوم في التعليم الابتدائي ودرجة الماجستير في الإرشاد الإرشادي guidance counseling. 
استخدمت كوثران لاحقا أموال المنحة الدراسية التي حصلت عليها من فوزها بلقب ملكة جمال أمريكا في تمويل دراستها للحصول على درجة الدكتوراه في تعليم الطفولة المبكرة والاستشارة الأسرية.[بحاجة لمصدر]

## الحياة والمهنة

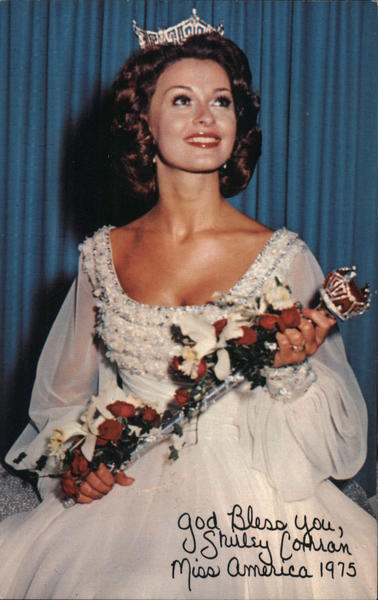
بطاقة بريدية لكوثران ملكة جمال أمريكا عام 1975

توجت بلقب ملكة جمال تكساس عام 1974 وفازت بلقب ملكة جمال أمريكا عام 1975.  وهي تعمل حاليًا كمتحدثة تحفيزية وما زالت تقيم في تكساس. ظهرت مع زوجها وأبنائها الثلاثة في برنامج الألعاب والمسابقات التلفزيوني فاميلي فيود في الموسم 19 الحلقات 62 و 64.

## روابط خارجية
- الموقع الرسمي

| الجوائز و الإنجازات | الجوائز و الإنجازات   | الجوائز و الإنجازات |
| ------------------- | --------------------- | ------------------- |
| سبقه ريبيكا آن كينغ | ملكة جمال أمريكا 1975 | تبعه Tawny Godin    |
| سبقه Judy Mallett   | Miss Texas 1974       | تبعه Phyllis Barger |

قالب:Miss America 1975 Delegates
قالب:Texas pageant winners